# Menceyat de Tacoronte

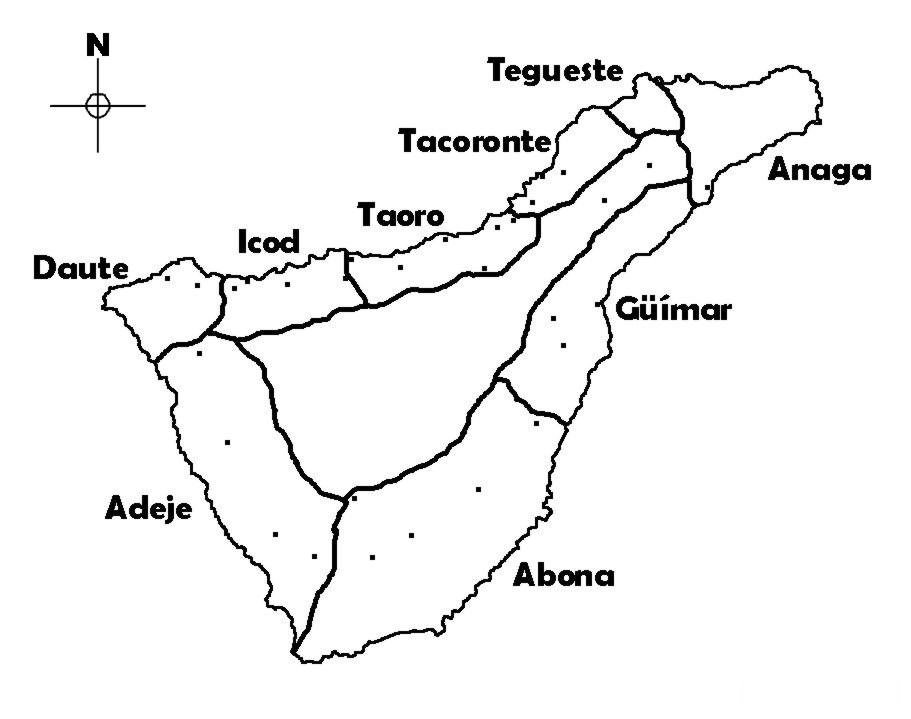
Menceyats de Tenerife

Tacoronte era un dels nou menceyats en què fou dividida l'illa canària de Tenerife després de la mort del mencey Tinerfe, a l'època anterior a la conquesta de les illes per part de la Corona de Castella. Ocupava l'extensió dels actuals municipis d'Tacoronte, La Matanza de Acentejo i El Sauzal. Els seus menceys foren Rumen i Acaimo.